# William Kim
L'agent William « Bill » Kim, joué par Reggie Lee, est un personnage fictif du feuilleton télévisé Prison Break, apparaissant dans la deuxième saison. Puissant agent travaillant pour le Cartel, il est le principal antagoniste de la saison.

## Préambule
L'agent Kim travaille pour le Secret Service. Il est affecté au service de la présidente Caroline Reynolds, bien qu'il semble plutôt être attaché aux intérêts du Cartel.
Il semble y avoir une rivalité entre Paul Kellerman et lui, exacerbée par le fait que Kim soit placé plus haut dans la hiérarchie. Juste après l'évasion des "Huit de Fox River", Kim devient le nouveau supérieur de Kellerman, au grand dépit de ce dernier qui faisait ses rapports directement à Reynolds depuis quinze ans. Kim explique ce changement de procédure par le fait que Reynolds devient de plus en plus occupée par d'autres sujets.
La première apparition de Kim se produit dans le cinquième épisode de la deuxième saison, Plan 1213 (2x05). Il est apparu à chaque fois depuis.

## Saison 2
William Kim critique la décision de Paul Kellerman de pister Sara Tancredi jusqu'à ce qu'elle le mène à Lincoln Burrows et Michael Scofield, au lieu de participer activement à la chasse à l'homme. Néanmoins, Kim est d'accord plus tard pour laisser Kellerman suivre son plan mais rappelle que c'est à lui qu'il devra faire ses rapports et non pas à Reynolds.
Kim apprend plus tard que le gouverneur de l'Illinois Frank Tancredi, a démasqué Kellerman et probablement découvert la conspiration. Il arrange donc le meurtre du père de Sara Tancredi en le maquillant en suicide et ordonne d'en faire de même avec elle.
Alors que Lincoln Burrows se retrouve avec son père Aldo Burrows et son fils L.J. Burrows au refuge d'Aldo, Kim ordonne à l'un de ses hommes infiltrés de tous les éliminer. Son homme de main échoue et est tué lors sa tentative de meurtre. Quand Kim le rappelle et lui demande un rapport de la situation, Lincoln répond et menace de le tuer si jamais il le trouve. L'agent des services secrets a visiblement été déstabilisé par cette conversation.
Voulant connaitre le lieu où Sara Tancredi a caché la preuve que lui a donnée son père, Kellerman la kidnappe et la torture. En comprenant qu'elle ne sait rien ou qu'elle ne dira rien, l'agent Kim ordonne à Kellerman de l'éliminer, mais elle réussit à s'enfuir.
Frustré par les échecs de Kellerman, Kim décide d'effacer toutes ses traces, y compris ses liens avec Reynolds. Pourtant, quand Kellerman l'appelle pour lui proposer un plan pour éliminer Lincoln et Michael, détenu par la police, Kim accepte. Mais le propre supérieur de Kim, communiquant uniquement par notes écrites, lui ordonne de donner instruction à Alexander Mahone d'en profiter pour tuer Kellerman.
Dans l'épisode suivant, Kim apprend la trahison de Kellerman et exige que Mahone continue sa traque. Mais ce dernier refuse et compte révéler au public la mort d'Oscar Shales, chose que le Cartel avait utilisée pour faire pression sur lui. Il ordonne alors à un agent sur place de renverser le fils de l'agent du FBI en faisant croire à un accident de voiture sur le chemin de l'école. Entre-temps il est informé que Kellerman a embarqué dans un jet privé en direction du Montana et ordonne que Terrence Steadman soit déplacé dans un site secondaire. Lorsqu'il comprend que Kellerman et les deux frères sont déjà sur place, il donne l'ordre de les exécuter mais Kellerman est plus rapide.
Son caractère change lorsqu'une cassette vidéo enregistrée par Michael Scofield et Lincoln Burrows mettant en cause Caroline Reynolds et le Cartel est diffusée dans les médias. Il entre dans une véritable fureur. Voulant être plus malin que Kellerman, il utilise une femme de son service en modifiant sa voix pour la faire passer pour Caroline Reynolds et tromper l'ex-agent des services secrets. Il espère ainsi les localiser pour les éliminer. Cependant son plan tombe à l'eau lorsque Kellerman découvre la supercherie. Au même moment il réclame auprès de Mahone la mort de Haywire, craignant que celui-ci n'ait appris des informations auprès de Michael Scofield lorsqu'ils partageaient la même cellule à Fox River.
Dans Bad Blood, alors qu'il fait des notes sur les déplacements de la présidente, on lui informe que Sara Tancredi a été aperçu au Corona Da Ora Club à Chicago où son père était un membre. Kim décide de s'y rendre immédiatement, et croise Henry Pope une fois sur place, en train de quitter le club. Sachant que ce dernier n'est pas un habitué, il comprend qu'il aide Scofield et Burrows. Kim demande alors à Pope de vider ses poches, mais ce dernier refuse. L'agent commence à se faire menaçant et montre son arme. Michael, qui regardait la scène de loin dans une voiture, fonce sur Kim et le renverse. Lincoln et Kellerman interviennent aussi, ce dernier tue l'accompagnateur de Kim d'une balle dans la tête et Lincoln frappe violemment Kim au visage.
Ayant appris que les deux frères veulent rencontrer le haut dignitaire Cooper Green, Kim organise un piège avec une doublure se faisant passer pour Cooper. Mais Michael déjoue le piège. Kim fait venir Mahone pour essayer de localiser les deux frères et de lui demander de faire mourir C-Note (en l'incitant à se suicider par pendaison dans sa cellule). Mais Kim doit à ce moment-là assurer la sécurité de la président en visite officielle. Pourtant, à sa grande surprise, Michael est interpellé par les Services Secrets après avoir remis un mot à Reynolds et est amené à Kim. Ce dernier effectue un interrogatoire très musclé en vain. Mais la présidente intervient et l'oblige à la laisser seule avec Michael. Un peu plus tard, il est stupéfait quand la présidente ordonne de relâcher Michael et lui explique que celui-ci est en possession d'un enregistrement compromettant (celui qui évoque la relation incestueuse entre elle et son frère). Kim s'y oppose, mais n'a pas son mot à dire. Avant que Caroline fasse son discours dans lequel elle va gracier les deux frères, Kim la prend en aparté en la menaçant de déballer sa relation incestueuse au public. Caroline démissionne.
La semaine suivante, alors que les deux frères ont atteint le Panama, Kim reçoit l'ordre du général de changer de stratégie pour les deux frères avec le projet "Sona". Étant au courant de l'enquête des affaires internes contre Mahone, Kim envoie ce dernier au Panama pour retrouver les deux frères.
Dans le dernier épisode de la saison, Mahone ayant en face de lui Michael et Lincoln, qui est menotté à un poteau, appelle Kim avec son portable et celui-ci le rejoint aussitôt. Mais au moment où il arrive, Mahone décide de le trahir et pointe le pistolet vers Kim. Cependant, l'agent du Cartel n'était pas venu seul mais avec des hommes armés et des fusillades s'ensuivent. Lincoln a le temps de frapper violemment l'agent Kim avant de s'enfuir avec son frère sous les tirs, pendant que Mahone s'enfuit de son côté.
Peu après, lorsque Michael et son frère rejoignent Sara sur leur bateau, ils ont la désagréable surprise de voir Kim se tenir juste en face d'eux armé de son pistolet.
Après quelques échanges de paroles, Lincoln dépose le sac avec les 5 millions par terre et dit à Kim qu'il peut le prendre mais de ne leur faire aucun mal. Kim réplique en disant « Vous croyez que je suis venu ici pour ça, pour 5 petits millions d'argent de poche ? » puis il jette le sac contenant l'argent dans l'eau. Après quelques échanges de parole, il pointe alors son arme sur Lincoln et s'apprête à tirer. Mais à sa grande surprise, ignorant que les deux frères n'étaient pas seuls sur le bateau, il est abattu par Sara Tancredi, son corps tombant alors à l'eau exactement au même endroit où avaient coulé les 5 millions de dollars de Westmoreland.
Par la suite, Michael est arrêté et incarcéré à la prison de Sona pour son meurtre... là où le Cartel voulait l'envoyer, ce qui fait que Kim a terminé sa mission en mourant.